# Bābā Rekāb
Bābā Rekāb är en ort i Iran.   Den ligger i provinsen Gilan, i den nordvästra delen av landet, 240 km nordväst om huvudstaden Teheran. Bābā Rekāb ligger 398 meter över havet och antalet invånare är 117.
Terrängen runt Bābā Rekāb är bergig åt sydväst, men åt nordost är den kuperad. Runt Bābā Rekāb är det ganska glesbefolkat, med 45 invånare per kvadratkilometer. Närmaste större samhälle är Rostamābād, 18,2 km sydost om Bābā Rekāb. I omgivningarna runt Bābā Rekāb växer i huvudsak blandskog.